# Авл Буций Лаппий Максим
Авл Бу́ций Ла́ппий Ма́ксим (лат. Aulus Bucius Lappius Maximus; умер, по одной из версий, после 102 года) — древнеримский военный и политический деятель, дважды занимавший должность консула-суффекта (в 86 и 96 годах).

## Биография
О происхождении Максима нет никаких сведений. Возможно его следует идентифицировать с Лаппием, который был легатом VIII Августова легиона во времена правления Веспасиана. При Тите, старшем сыне последнего и его преемнике, Максим входил в состав императорского совета (лат. consilium). Между 83 и 86 годами он находился на посту проконсула провинции Вифиния и Понт. С сентября по декабрь 86 года Максим занимал должность консула-суффекта.
С 87/88 по 89/90 годы он являлся легатом-пропретором провинции Нижняя Германия (лат. Germania Inferior). На этом посту он участвовал в подавлении восстания наместника Верхней Германии Луция Антония Сатурнина: Максим сжёг документы бунтовщика, чтобы не выдать других участников заговора, избежать дальнейшего кровопролития и преследований. Тогдашний император, Домициан, не считал его из-за этого благонадёжным, но, как показывает дальнейшая гражданская карьера Авла, принцепс всё же не усомнился в его лояльности. Впоследствии он был назначен легатом-пропретором Сирии, которой управлял с 90/91 по 93 годы. С мая по август 96 года Максим снова стал консулом-суффектом. 
Под 102 годом упоминается некий Лаппий, входивший в состав жреческой коллегии понтификов: возможно, его следует отождествлять с Максимом.

## Примечание
1. ↑  Corpus Inscriptionum Latinarum 6, 31106.